# Capitol View
Capitol View es un lugar designado por el censo ubicado en el condado de Richland en el estado estadounidense de Carolina del Sur. En el Censo de 2020 tenía una población de 4653 habitantes y una densidad poblacional de 928,74 habitantes por km². Fue incluido como CDP en el censo de 2020.

## Geografía
Capitol View se encuentra ubicado en las coordenadas 33°57′59″N 80°55′27″O / 33.96639, -80.92417. Según la Oficina del Censo de los Estados Unidos,  tiene una superficie total de 5,01 km², de la cual 4,93 km² corresponden a tierra firme y 0,08 km² a agua.